# Dòng máu
Dòng máu (Bloodline) là một trong những tác phẩm của nhà văn Mỹ Sidney Sheldon viết năm 1977.

## Tóm tắt nội dung
Tác phẩm xoay quanh cuộc đời của Elizabeth, một cô gái thuộc dòng họ Roffe. Elizabeth là con duy nhất của Sam Roffe, người lãnh đạo Tập đoàn Roffe & các con. Cô sinh ra ngoài sự mong muốn của cha mẹ. Ngay sau khi sinh cô, người mẹ đã chết. Liz sống cùng cha. Nhưng những ngày đó cô đã sống không hạnh phúc. Cô luôn mong ước được người cha của mình quan tâm. Khao khát đó với cô dường như quá xa vời khi người cha luôn bận rộn công việc kinh doanh của gia đình. Vô tình Liz tìm được một cuốn sách viết về dòng họ, về cuộc đời của cụ tổ Samuel, một con người thông minh và quyết tâm. Cuộc sống của Liz trong trường học là những tháng ngày không mấy hạnh phúc khi không hề được thừa nhận, rồi những ngày tháng học trong trường nữ sinh. Đó cũng là lúc cô gặp Rhys William, một nhân viên của tập đoàn. Anh càng lịch thiệp, đẹp đẽ và tinh té bao nhiêu thì cô càng thấy mình xấu xí, thô kệch bấy nhiêu. Nhưng ý nghĩ đó không ngăn cô ước ao trở thành bà Elizabeth William. Rời ghế nhà trường, cô trở về giúp cha mình trong công việc kinh doanh. Và rồi khi cuộc sống và mối quan hệ còn đang dần tốt lên, cô nhận được tin cha cô đã qua đời khi đang leo núi. Trải qua nỗi đau lớn, cô đã quyết tâm không bán cổ phần công ty ra ngoài mà kế nhiệm ghế chủ tịch hội đồng quản trị của cha mình. Lúc này cũng là khi cô phải đối đầu với những âm mưu, những toan tính bởi chính những người ruột thịt của cô.
Không dưới hai lần bị ám sát hụt, không biết bao nhiêu khủng hoảng đối với một cô gái xinh đẹp, non nớt. Nhưng bằng quyết tâm của mình, cô đã vượt lên tất cả. Lúc cuối đường, cô đành phải đề nghị kết hôn với Rhys để tìm ra một hướng thoát cho công ty. Nhưng đó cũng là ước ao của một người con gái như cô. Đã có lúc Liz đau đớn giận dữ vì mối quan hệ trên danh nghĩa giữa hai người. Cô giận dữ vì Rhys quá nghiêm túc với cô, chỉ đơn giản là cuộc hôn nhân trên danh nghĩa.
Nhưng rồi khi cô chính thức nhận được tình yêu, đang đắm chìm trong tình yêu, hạnh phúc cũng là lúc cô phát hiện ra mối quan hệ của Rhys với người cô ghê gớm Helene của mình. Cô cho rằng Rhys chính là kẻ đã giết chét cha cô và cũng là người ám sát hụt cô mấy lần. Đau đớn và hoảng sợ, cô chạy trốn đến ngôi biệt thự của mình Sadinia. Đây cũng là nơi kẻ thù ám sát cô lần thứ tư. Với những nỗ lực phi thường của mình để chạy thoát thoát khỏi cái chết dưới bàn tay kẻ sát nhân. Cô nhận ra rằng không ai xa lạ, mà kẻ đứng sau dàn dựng màn kịch giết chóc này chính là người chú cô rất mực yêu quý - Alec. Còn xót xa hơn khi cô đã nghi ngờ người cô yêu thương. Cùng lúc đó, Rhys và người thám tử thông minh đày nhiệt tình đã nhiệt tình điều tra các thông tin về Roffe xuất hiện. Elizabeth được cứu, cô trở vè vòng tay Rhys, người cô yêu thương, tình yêu vĩnh cửu của cô.